# أوحد الدين البلكرامي
أوحد الدين البلگرامي (كان حيًا 1253 هـ / 1837 م) هو أديب و شاعر، من أهل بلكرام بالهند.
هو أوحد الدين بن علي أحمد العثماني البلكرامي. أخذ عن حيدر علي بن عناية علي الحسني الطوكي، وغيره. له عدة قصائد، جاء ذكرها في كتاب «نزهة الخواطر وبهجة المسامع والنواظر» لعبد الحي الحسني.